# 佐倉駅

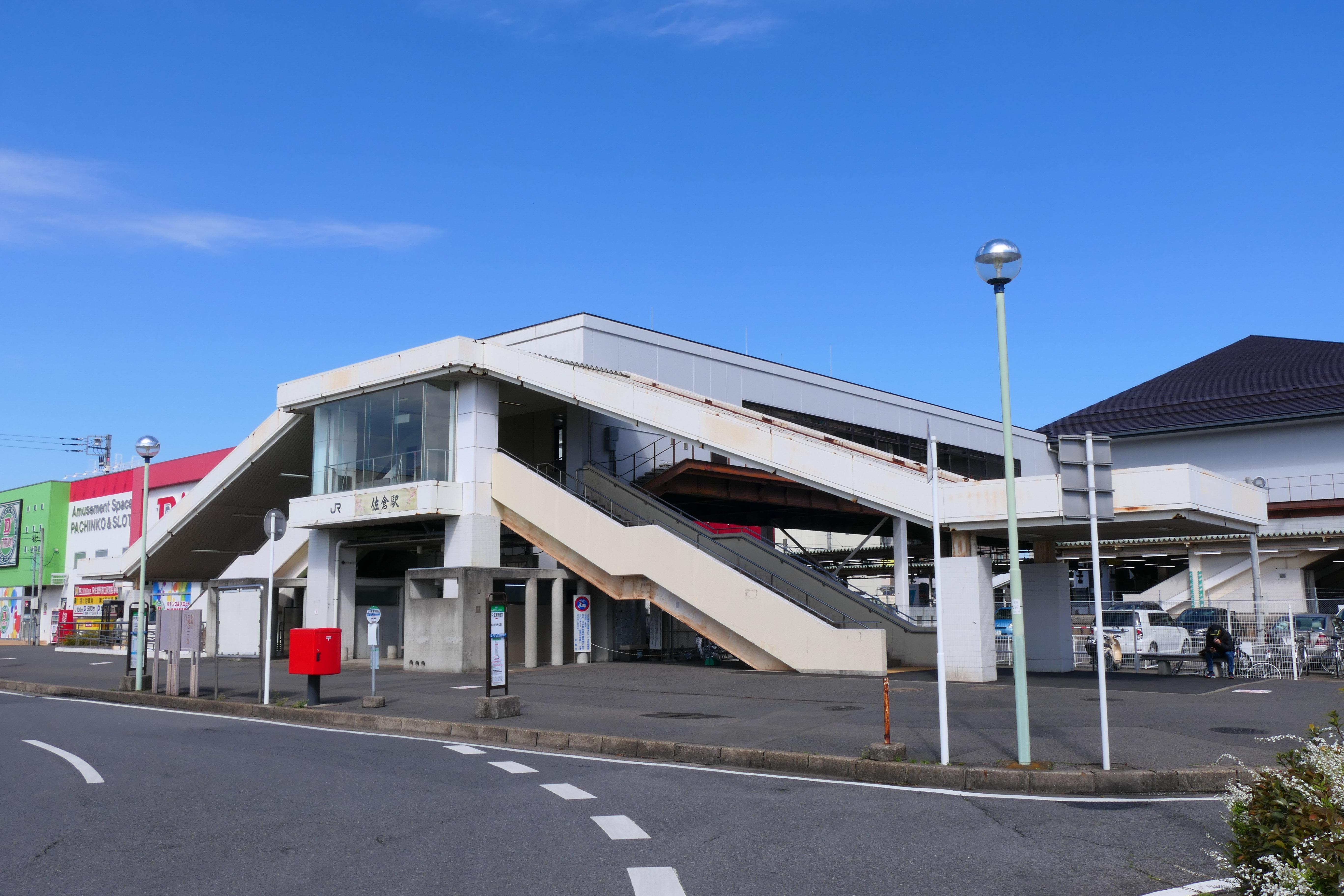
南口（2021年3月）

佐倉駅（さくらえき）は、千葉県佐倉市六崎にある、東日本旅客鉄道（JR東日本）の駅である。駅番号はJO 33。総武本線を所属線としており、成田線を含めた2路線が乗入れている。

## 概要
当駅は線路名称上での成田線の起点であるが、成田線列車は全て総武本線を通じて千葉駅まで乗入れ、一部はさらに東京駅方面へ直通する。
当駅は佐倉市役所や佐倉市立美術館などが所在する旧城下町地区の市街地からは離れた場所に立地している。この場所に建設された経緯としては、地元が鉄道建設に反対したためにやむなく隣村の根郷村六崎に駅が建設されたとする鉄道忌避説があり、『千葉県史明治編』などにも記載されている。一方で1903年（明治36年）に総武鉄道社員が編纂した『総武鉄道線路案内』では、佐倉の町が高台にあるため、線路設計上やむを得ず市街を隔てた田んぼの中に建設したものとしている。
市街地に近い場所には京成電鉄（京成本線）の京成佐倉駅が立地しており、両駅間は路線バス（京成バス千葉イースト）で移動できる。また、佐倉警察署などの一部公共施設や宮小路町に所在する武家屋敷などには当駅の方が近い。
JTB時刻表では、市街地から離れているにも関わらず当駅が市の代表駅とされている。

## 歴史
当駅は、総武本線を建設した私鉄である総武鉄道により、1894年（明治27年）7月20日に開設された。
かつてはアイスクリームの立売りで知られていた。石田屋といせやの2軒が営業し、特に両国18時発普通銚子行の到着時には最大30人にも及ぶ売子がアイスクリームを売り歩いていた。

### 年表
- 1894年（明治27年）7月20日：総武鉄道の市川駅 - 当駅間開業時に開設[2]。
- 1897年（明治30年） 
  - 1月19日：成田鉄道当駅 - 成田駅間開業[2]。
  - 5月1日：総武鉄道の当駅 - 成東駅間が延伸開業[2]。
- 1907年（明治40年）9月1日：総武鉄道が買収され、帝国鉄道庁の駅となる[6]。
- 1920年（大正9年）9月1日：成田鉄道が国有化[7]。
- 1968年（昭和43年）3月28日：総武本線・成田線千葉駅 - 成田駅間電化、千葉駅 - 当駅間複線化[7][8]。
- 1969年（昭和44年）10月1日：佐倉客貨車区が新設[9]。
- 1974年（昭和49年）10月26日：総武本線の当駅 - 銚子駅間電化[8][9]。
- 1984年（昭和59年）2月1日：貨物扱い廃止[10]。
- 1985年（昭和60年）12月：橋上駅舎化、現駅舎となる[10]。
- 1986年（昭和61年）2月24日：成田線の当駅 - 成田駅間複線化[9][7]。
- 1987年（昭和62年）4月1日：国鉄分割民営化に伴い、東日本旅客鉄道（JR東日本）の駅となる[7][11]。
- 1991年（平成3年）：成田線成田空港乗入に際し15両対応化及び2面4線化[10]。
- 1992年（平成4年）3月末：駅弁立売終了。関東地方のJR駅での駅弁立売は宇都宮駅だけとなった[注釈 1]。
- 1995年（平成7年）2月25日：自動改札機を設置し、供用開始[12]。
- 1997年（平成9年）：佐倉機関区廃止。
- 2001年（平成13年）11月18日：ICカード「Suica」の利用が可能となる[広報 1]。

## 駅構造
島式ホーム2面4線を有する地上駅で、橋上駅舎を持つ。改札内コンコースとホームの間を連絡するエスカレーターとエレベーターが設置されている。
成田統括センター所属の直営駅であり、管理駅として総武本線の南酒々井駅・榎戸駅・八街駅及び成田線の酒々井駅を管理している。駅舎内にはみどりの窓口・自動改札機・指定席券売機などが設置されている。
2011年12月から自動改札機はSuica専用レーンが大幅に増え、入場は有人改札寄りの僅か1基のみとなった。しかし、1基ではSuica利用の多い通勤時間帯以外の定期外利用客の流れが悪いためか、うち1基がすぐに専用レーンから外されて元に戻った。
トイレは改札内コンコースと南口及び北口の階段下の合計3ヶ所設置されており、いずれも多機能トイレを併設した男女別の水洗式である。旧駅舎だった頃は、駅舎とは別棟で改札内外の双方から入れる構造で男女共用の汲取り式トイレが設置されていた。
総武線・成田線共にCTC線区であるが、当駅は運転取扱駅であり、信号制御は信号扱所にて行っている。

### のりば
| 番線 | 路線                        | 方向 | 行先                               | 備考                                                 |
| ---- | --------------------------- | ---- | ---------------------------------- | ---------------------------------------------------- |
| 1    | ■総武本線                   | 下り | 八街・成東・八日市場・旭・銚子方面 | 一部は2番線                                          |
| 2    | ■ 成田線                    | 下り | 成田・佐原・鹿島神宮・成田空港方面 | 一部は1番線 (一日数本千葉方面に向かう列車があります) |
| 3・4 | ■ 総武本線 （■ 成田線含む） | 上り | 四街道・千葉・船橋・東京方面       | 始発の一部は2番線                                    |

（出典：JR東日本:駅構内図）
- 基本的に、1・4番線は総武本線が、2・3番線は成田線が発着する。

| 運転番線 | 営業番線 | ホーム     | 千葉方面着発 | 成東方面着発 | 成田方面着発 | 引上げ線着発 | 電留線着発 | 備考                       |
| -------- | -------- | ---------- | ------------ | ------------ | ------------ | ------------ | ---------- | -------------------------- |
| 下本     | 1        | 15両分     | 到着可       | 出発可       | 出発可       | 不可         | 入出区可   | 総武本線・成田線下り主本線 |
| 下1      | 2        | 15両分     | 到着・出発可 | 到着・出発可 | 到着・出発可 | 入出区可     | 入出区可   |                            |
| 成上     | 3        | 15両分     | 出発可       | 到着・出発可 | 到着・出発可 | 入出区可     | 入出区可   | 成田線上り主本線           |
| 上本     | 4        | 15両分     | 到着・出発可 | 到着・出発可 | 到着・出発可 | 入出区可     | 入出区可   | 総武本線上り主本線         |
| 上1      |          | ホームなし | 到着・出発可 | 到着・出発可 | 到着・出発可 | 不可         | 不可       | 待避線                     |

- 主本線を発着する場合は通過が可能[13]。
- 物井寄りに短い引上線があり、快速電車増解結で使用する[13]。
- 夜間には酒々井寄りにある留置線4本（電留1 - 4番、15両対応）に総武快速線用車両が4本留置される。
- 総武本線は、当駅より成東・銚子方面は単線となる[13]。
- 4番線の隣には、貨物列車等の待機線がある。

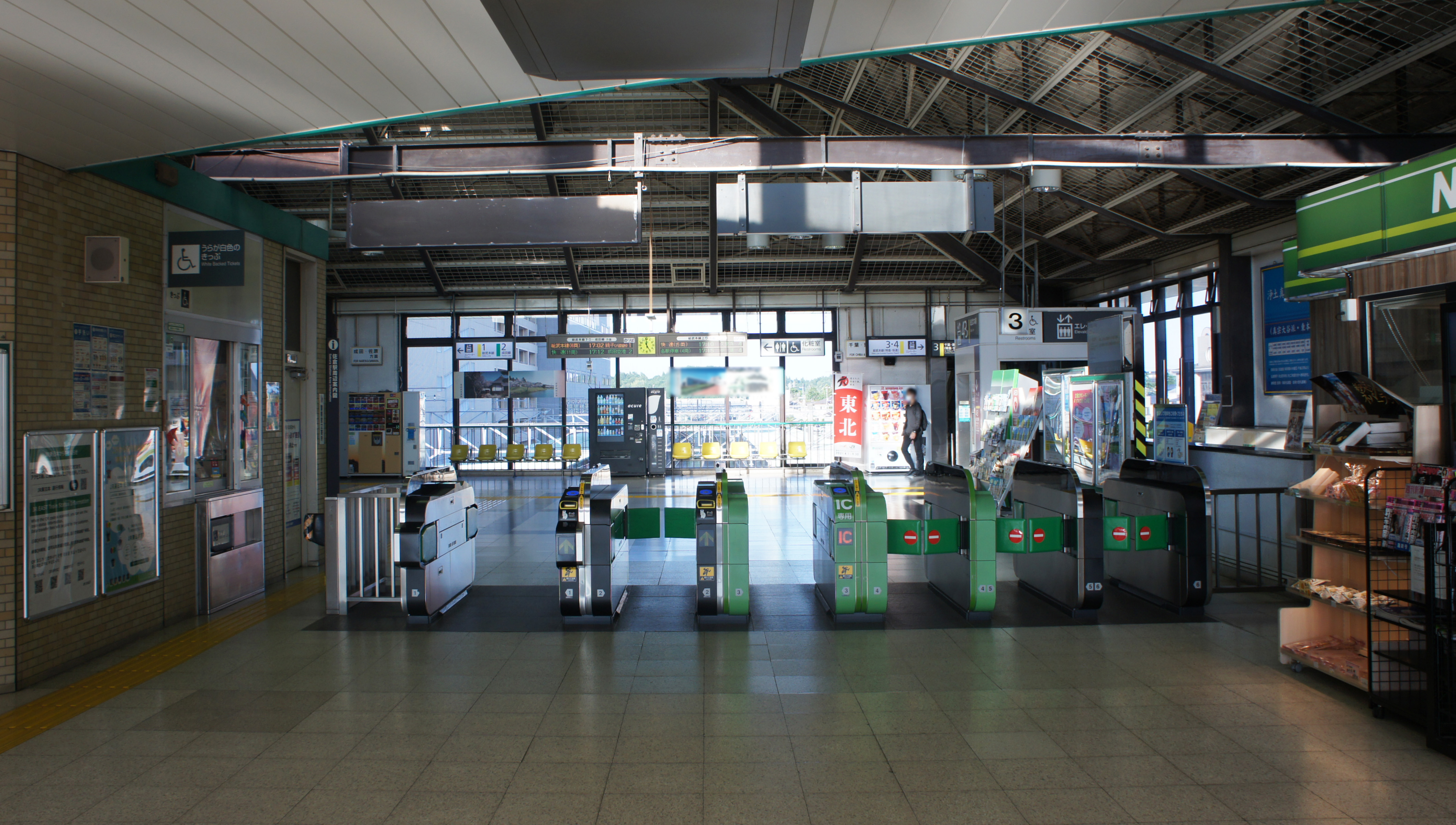
改札口（2021年5月）
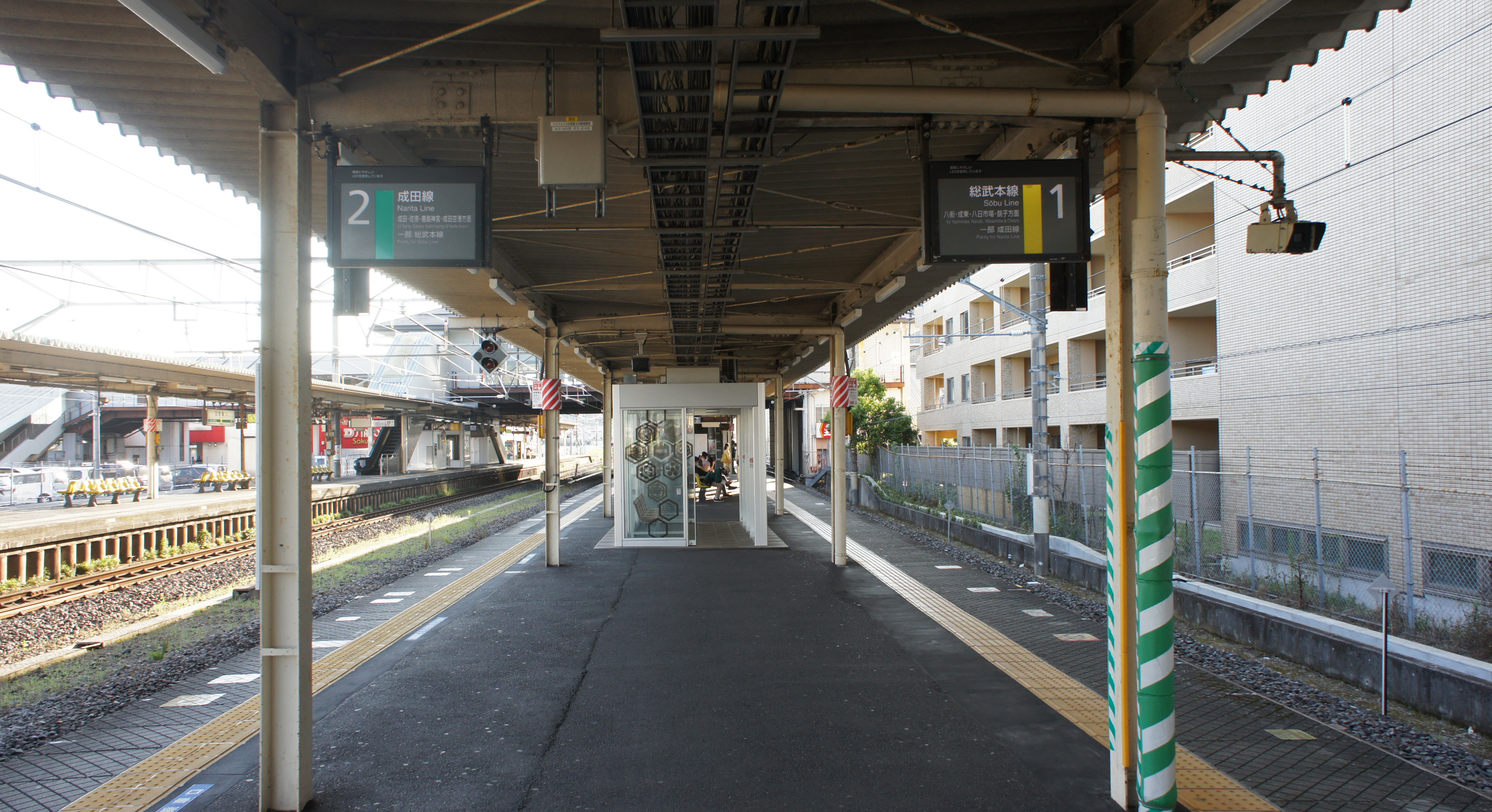
1・2番線ホーム（2021年5月）
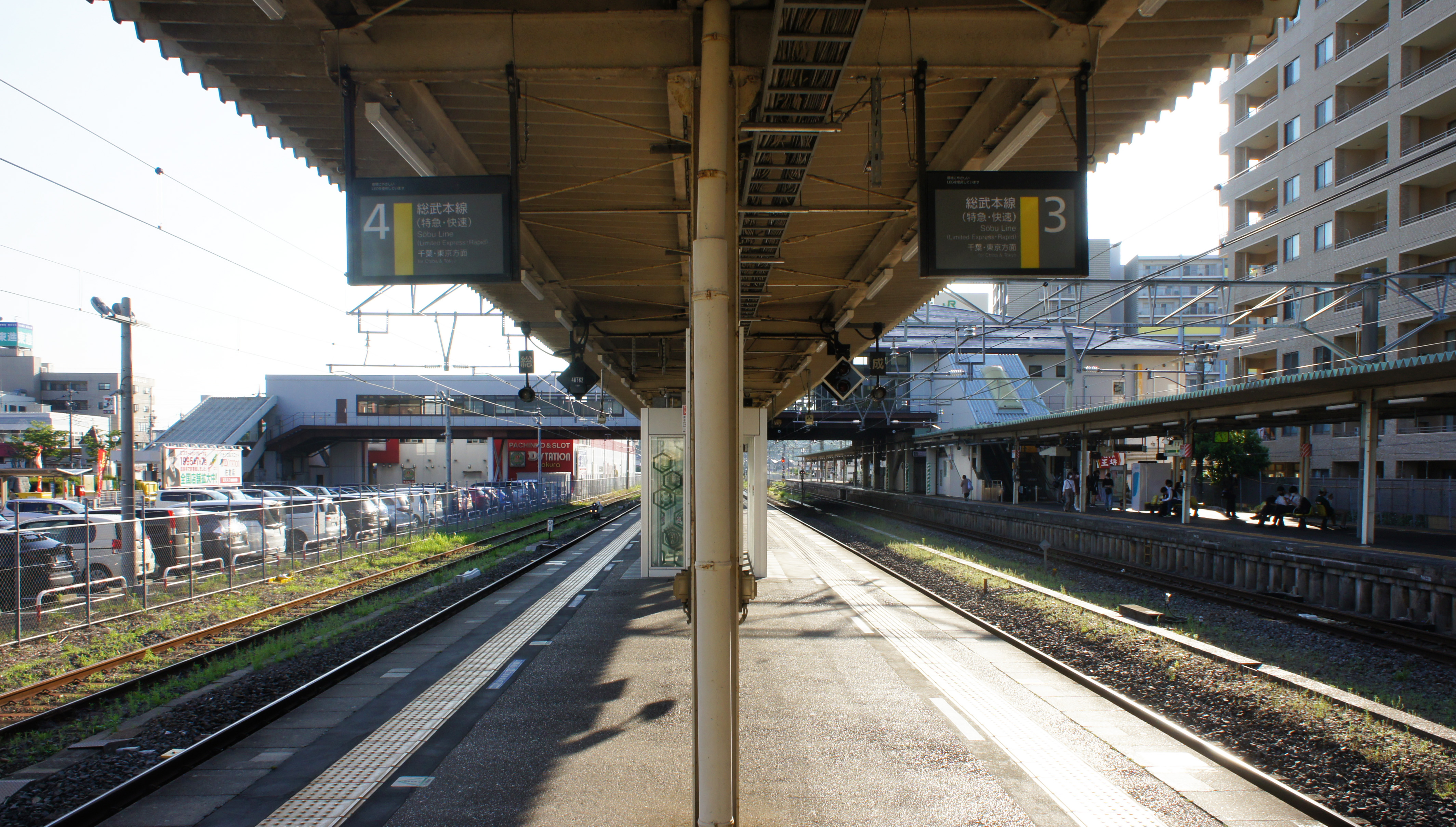
3・4番線ホーム（2021年5月）
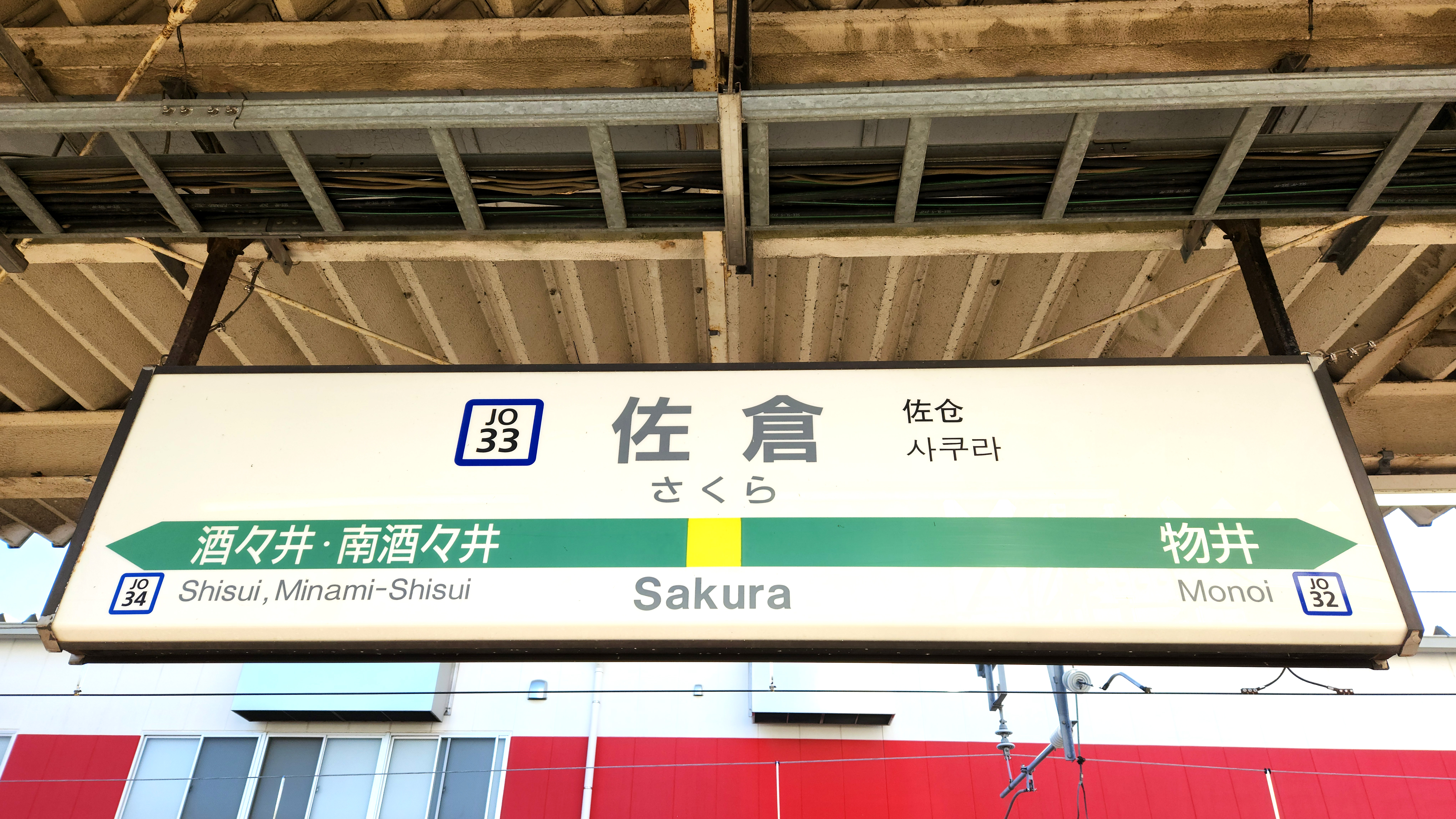
駅名標（2023年12月）

## 利用状況
2023年（令和5年）度の1日平均乗車人員は8,741人である。
JR東日本及び千葉県統計年鑑によると、近年の1日平均乗車人員の推移は以下の通り。
| 年度               | 1日平均 乗車人員 | 出典     |
| ------------------ | ---------------- | -------- |
| 1990年（平成02年） | 9,527            | [ * 1 ]  |
| 1991年（平成03年） | 10,611           | [ * 2 ]  |
| 1992年（平成04年） | 11,223           | [ * 3 ]  |
| 1993年（平成05年） | 11,739           | [ * 4 ]  |
| 1994年（平成06年） | 11,807           | [ * 5 ]  |
| 1995年（平成07年） | 12,065           | [ * 6 ]  |
| 1996年（平成08年） | 12,084           | [ * 7 ]  |
| 1997年（平成09年） | 11,825           | [ * 8 ]  |
| 1998年（平成10年） | 11,605           | [ * 9 ]  |
| 1999年（平成11年） | 11,602           | [ * 10 ] |
| 2000年（平成12年） | 11,643           | [ * 11 ] |
| 2001年（平成13年） | 11,647           | [ * 12 ] |
| 2002年（平成14年） | 11,542           | [ * 13 ] |
| 2003年（平成15年） | 11,459           | [ * 14 ] |
| 2004年（平成16年） | 11,212           | [ * 15 ] |
| 2005年（平成17年） | 11,164           | [ * 16 ] |
| 2006年（平成18年） | 11,201           | [ * 17 ] |
| 2007年（平成19年） | 11,214           | [ * 18 ] |
| 2008年（平成20年） | 11,115           | [ * 19 ] |
| 2009年（平成21年） | 10,736           | [ * 20 ] |
| 2010年（平成22年） | 10,520           | [ * 21 ] |
| 2011年（平成23年） | 10,422           | [ * 22 ] |
| 2012年（平成24年） | 10,341           | [ * 23 ] |
| 2013年（平成25年） | 10,360           | [ * 24 ] |
| 2014年（平成26年） | 10,070           | [ * 25 ] |
| 2015年（平成27年） | 9,983            | [ * 26 ] |
| 2016年（平成28年） | 10,048           | [ * 27 ] |
| 2017年（平成29年） | 10,207           | [ * 28 ] |
| 2018年（平成30年） | 10,249           | [ * 29 ] |
| 2019年（令和元年） | 10,098           | [ * 30 ] |
| 2020年（令和02年） | 7,625            |          |
| 2021年（令和03年） | 7,855            |          |
| 2022年（令和04年） | 8,409            |          |
| 2023年（令和05年） | 8,741            |          |

## 駅周辺

### 北口

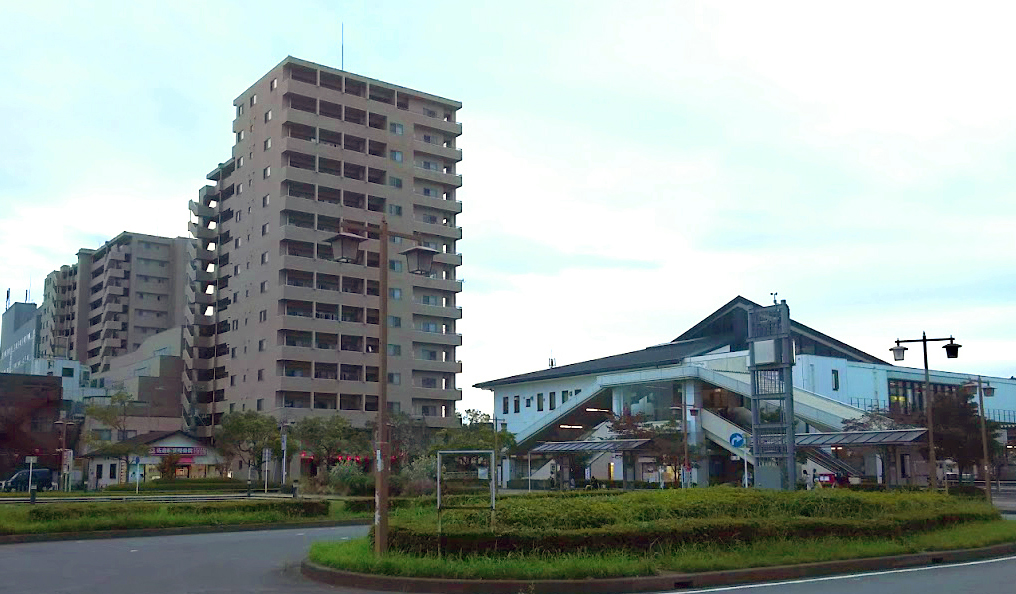
北口ロータリー（2016年10月）

北口（旧城下町側の出口）には観光案内所（観光情報センター）や江戸時代に焼失した佐倉城天守を模した観光客用歓迎モニュメントが設置されている。
- JR佐倉駅前観光情報センター
- JR東日本 成田統括センター佐倉乗務ユニット（旧佐倉運輸区）
- 千葉興業銀行佐倉支店
- 佐倉駅前郵便局
- 佐倉商工会議所
- 佐原信用金庫佐倉支店
- いなげや佐倉店
- 千葉地方法務局佐倉支局
- 千葉県佐倉警察署
- 千葉県印旛合同庁舎
  - 印旛地域振興事務所
  - 千葉県印旛健康福祉センター（印旛保健所）
  - 千葉県佐倉県税事務所
  - 千葉県印旛農業事務所
  - 千葉県印旛土木事務所
  - 北部林業事務所印旛支所
  - 千葉県教育庁北総教育事務所

### 南口
- 佐倉警察署佐倉駅前交番
- 千葉信用金庫佐倉支店
- 京葉銀行佐倉支店
- 佐倉駅南口郵便局
- 佐倉市立根郷保育園
- 佐倉市立寺崎小学校
- 千葉県立佐倉南高等学校

## バス路線

### JR佐倉駅（北口）
京成バス千葉イーストが運行する路線バスが発着する。
1番のりば
- 神門線・物井線：京成佐倉駅 / 田町車庫

2番のりば
- 神門線：西御門 / 馬渡坂上 / 第三工業団地 / 第二工業団地入口

3番のりば
- 寺崎線：臼井駅
- 物井線：物井駅 / 第二工業団地中央
- 千成線：寺崎北 / 千成
- 佐倉市コミュニティバス「飯重・寺崎ルート」：臼井駅

4番のりば
- 白銀線：田町車庫 / 京成佐倉駅 / 白銀ニュータウン
- 高崎線：神門 / 弥富公民館

### JR佐倉駅南口
京成バス千葉イーストが運行する路線バスが発着する。
- 佐倉南高校線：佐倉南高校循環 / 佐倉南高校
- 松ヶ丘団地線：松ヶ丘5号公園 / 田町車庫
- マイタウンダイレクト高速バス：東京駅・東雲車庫

## 隣の駅
東日本旅客鉄道（JR東日本）
■総武本線
- 特急「しおさい」停車駅

■快速（八街方は上り1本のみ運転）
物井駅 (JO 32) - 佐倉駅 (JO 33) ← 八街駅
■普通（各駅停車）
物井駅 (JO 32) - 佐倉駅 (JO 33) - 南酒々井駅
■成田線
- 特急「成田エクスプレス」一部停車駅

■快速・■普通（各駅停車）
物井駅 (JO 32) （総武本線） - 佐倉駅 (JO 33) - 酒々井駅 (JO 34)